# 拉蒙比列達莫拉萊斯
拉蒙比列達莫拉萊斯（西班牙語：Ramón Villeda Morales），是洪都拉斯的城鎮，位於該國東部，由格拉西亞斯-阿迪奧斯省負責管轄，面積587.77平方公里，2001年人口8,601，人口密度每平方公里14.63人。
15°4′0″N 83°18′0″W / 15.06667°N 83.30000°W